# SISO系統
控制工程中的SISO（single-input, single-output）系統是單一輸入單一輸出系統的簡稱，是輸入變數及輸出變數都只有一個的控制系統。在無線電中的SISO是指其发送器及无线电接收机共用同一個天线。
相較於MIMO（多重輸入多重輸出）系統，SISO系統比較簡單，也比較容易在運行時進行其趨勢的預測，以及簡單的估算。MIMO系統的交互作用太多，因此要預測趨勢及估算都比較困難。
SISO系統的控制理論主要是以頻域的分析技術為主，常用的工具有波德圖、奈奎斯特稳定判据、尼柯尔斯图及根軌跡圖。控制器設計方式可以用多項式設計或是根軌跡。常見的控制器有PI、PID或是超前-滞后补偿器等。